# Флаг сельского поселения Федоскинское
Флаг сельского поселения Федо́скинское — официальный символ сельского поселения Федоскинское Мытищинского муниципального района Московской области Российской Федерации.
Флаг утверждён 23 августа 2006 года и внесён в Государственный геральдический регистр Российской Федерации с присвоением регистрационного номера 2581.
Флаг сельского поселения Федоскинское Мытищинского муниципального района составлен по правилам и соответствующим традициям вексиллологии и отражает исторические, культурные, социально-экономические, национальные и иные местные традиции.

## Описание
«Флаг сельского поселения Федоскинское представляет собой прямоугольное полотнище с отношением ширины к длине 2:3, состоящее из двух горизонтальных полос: красной — в 5/6 полотнища и голубой в — 1/6 полотнища; в красной полосе — белый арочный мост, примыкающий к верхнему краю с двумя опорами и тремя арками (средняя видна полностью, а боковые наполовину); под средней аркой вплотную к голубой полосе — жёлтый грифон из герба сельского поселения».

## Обоснование символики
Флаг сельского поселения Федоскинское разработан на основе герба.
Многие поселения, входящие в сельское поселение Федоскинское, имеют богатые традиции и интересную историю.
Центр сельского поселения располагается в деревне Марфино. Здесь находится старая подмосковная усадьба, известная своей историей и архитектурным ансамблем. Усадьба впервые упоминается в 1585 году, а в XVIII—XIX столетиях был создан комплекс построек, украшающий Марфино и сегодня.
Символика фигур флага многозначна:
Фантастическая фигура грифона символизирует не только усадьбу Марфино, где скульптурные изображения грифонов, украшающие лодочную пристань, являются гордостью усадьбы.
Грифон — символ мудрости и просвещения, бдительности, отваги и мужества напоминает о выдающихся государственных деятелях, чьи владения находились на территории современного сельского поселения — Суворовых, Прозоровских, Салтыковых, Голицыных, Паниных, Трубецких.
Символику усадеб дополняет арка — символ творческого созидания. Она указывает на Марфинский усадебный комплекс: до сих пор его украшают арки моста перекинутого через реку Учу.
Арка, как аллегорический символ связи между прошлым и настоящим, показывает расположенные на территории Федоскинского сельского поселения по берегам канала им. Москвы исторические усадьбы Никольское-Прозоровское, Рождественно-Суворово, Марфино.
Изображение арки также перекликается с композицией флага Мытищинского района, аллегорически показывая территориальную принадлежность сельского поселения.
Село Федоскино, по которому сельское поселение получило своё название — одно из самых древних сёл в Подмосковье, с XIX столетия известное в стране и в мире своей лаковой миниатюрой. Золотой грифон, выполненный жёлтым цветом (золотом), напоминает о художественном ремесле, прославившем Федоскино — где основная роспись ведётся золотыми красками.
Голубая полоса символизирует водную систему, находящуюся на территории муниципального образования и состоящую из канала имени Москвы и Пестовского, Клязьминского и Учинского водохранилищ. Голубой цвет также символизирует честь, благородство, духовность.
Жёлтый цвет (золото) — символ богатства, стабильности, уважения, славы, почёта и интеллекта.
Белый цвет (серебро) — символ чистоты, совершенства и взаимопонимания.